# Dług spadkowy
Dług spadkowy – dług spadkodawcy, za który odpowiedzialność ponosi spadkobierca. Odpowiedzialność za długi spadkowe może być odpowiedzialnością bez ograniczenia - wtedy spadkobierca ponosi odpowiedzialność za wszystkie długi spadkowe całym swoim majątkiem - albo odpowiedzialnością ograniczoną do wysokości stanu czynnego spadku, czyli do wartości praw majątkowych wchodzących w jego skład.
Ograniczenie odpowiedzialności (do stanu czynnego spadku) jest uzależnione od złożenia oświadczenia o przyjęciu spadku "z dobrodziejstwem inwentarza", które spadkobierca może założyć w ciągu 6 miesięcy od dnia, kiedy dowiedział się o tytule powołania do spadku. Jednakże gdy spadkobiercą jest osoba niemająca pełnej zdolności do czynności prawnych albo osobą, co do której istnieje podstawa do jej całkowitego ubezwłasnowolnienia, albo osoba prawna, brak oświadczenia spadkobiercy w terminie jest jednoznaczne z przyjęciem spadku z dobrodziejstwem inwentarza. 
Do chwili przyjęcia spadku spadkobierca ponosi odpowiedzialność za długi spadkowe tylko ze spadku, to jest z majątku spadkowego, natomiast do chwili działu spadku - solidarnie z pozostałymi spadkobiercami, chyba że przyjął spadek z dobrodziejstwem inwentarza. Po dokonaniu działu spadku każdy ze spadkobierców odpowiada za długi spadkowe proporcjonalnie do wysokości swojego udziału w spadku.